# Tetraria flexuosa
Tetraria flexuosa är en halvgräsart som först beskrevs av Carl Peter Thunberg, och fick sitt nu gällande namn av Charles Baron Clarke. Tetraria flexuosa ingår i släktet Tetraria och familjen halvgräs. Inga underarter finns listade i Catalogue of Life.